# Azerbajdzsáni Demokratikus Köztársaság
Az Azerbajdzsáni Demokratikus Köztársaság (azeriül: Azərbaycan Xalq Cümhuriyyəti), az első sikeres kísérlet volt arra, hogy a muzulmán világban egy szekuláris köztársaságot hozzanak létre, ami a Török Köztársaság előtt létrejött. Az országot az orosz forradalmat követően, az Orosz Birodalom felbomlása után 1918. május 28-án Tifliszben az Azerbajdzsáni Nemzeti Tanács alapította meg. Megalapításakor északon Oroszországgal, északnyugaton Grúziával, nyugaton Örményországgal, délen pedig a Perzsa Birodalommal volt határos. Lakossága nagyjából 2 millió fő volt. Mivel Baku a bolsevikok ellenőrzése alatt állt, Gəncə lett az ideiglenes főváros.
Azerbajdzsán történelmének ezen időszakában egy olyan általános, szabad és arányos választási rendszeren keresztül megválasztott parlament uralta demokratikus rendszer jött létre, melyben a parlament volt a legfőbb szerv, a Miniszterek Tanácsa pedig ennek tartozott beszámolással. Az ország első miniszterelnöke Fətəli xan Xoyski lett. A Müsavat (Egyenlőség) Párt mellett helyet kapott a törvényhozásban a Liberális Párt, az İttihad és a Muzulmán Szociáldemokrata Párt is. Rajtuk kívül a kisebbségek is képviseleti joggal rendelkeztek. A 120 fős népgyűlésben 21 helyet kaptak az örmények. Rajtuk kívül volt képviseletük az oroszoknak, a lengyeleknek, a zsidóknak és a németeknek is. A háznak voltak pániszlamista és pántürk ideológiát valló tagjai is.
A parlament legfontosabb döntései közé tartozott az, hogy a muzulmán országok közül elsőnek a nőkre is kiterjesztette a választójogot.  A másik fontos döntés a Bakui Állami Egyetem, Azerbajdzsán első modern kori egyetemének a megalapítása volt.

## Megalapítása
A cár elűzése után összeomlott az Orosz Kaukázusi front. 1917. március 9-én, hogy kitöltsék az orosz Ideiglenes Kormány hatáskörén kívül eső transzkaukázusi területeken az államigazgatási hézagot, megalapították a Különleges Kaukázusontúli Bizottságot. 1917. március 18-án megszüntették a Kaukázusi Helytartóságot, és a katonai hadműveletektől mentes területek feletti ellenőrzési feladatokat a Különleges Kaukázusontúli Bizottság vett át. Az Azerbajdzsán, Grúzia és Örményország képviseletére létrehozott szervezet rövid életűnek bizonyult.

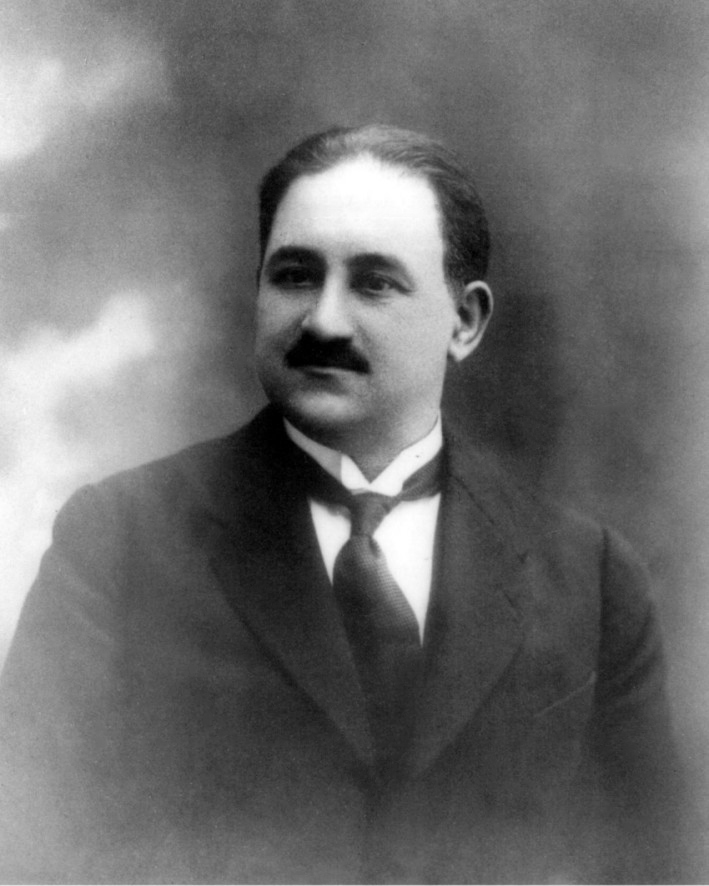
Az Azerbajdzsáni Demokratikus Köztársaság egyik alapítója és szóvivője, Məmməd Əmin Rəsulzadə, akit sokan az azerbajdzsániak nemzeti vezérének tekintenek.

A februári forradalom után a többi kaukázusi néphez hasonlóan az azerbajdzsániak is el akartak szakadni Oroszországtól. Azokon a területeken, ahol ők alkották a lakosság jelentős részét, muzulmán nemzeti tanácsokat állítottak fel. Ezek a szervezetek 1917. március 27-én gyűlést tartottak, ahol megválasztották a vezető testületüket. Tagjai között ott volt Məmmədhəsən Hacınski, Məmməd Əmin Rəsulzadə, Əlimərdan bəy Topçubaşov, Fətəli xan Xoyski, és a későbbi Azerbajdzsáni Demokratikus Köztársaság alapítói közül még páran. 1917. november 11-én Tifliszben megalapították a független Kaukázusontúli Komisszárság első kormányát. Itt 37 ember képviselte az azerbajdzsániak érdekeit. Politikai nézeteit tekintve antibolsevik volt a bizottság, fő célja pedig a Kaukázuson túli területeknek a bolsevik Oroszországtól történő függetlenedése volt. Az 1917-es októberi orosz forradalom után a helyi szovjetek megalapították saját kormányukat Bakuban. Ez volt 1917 novembere és 1918. július 31. között az úgynevezett Bakui Kommün. Kezdetben 85 forradalmár és baloldali szocialista forradalmár, 48 bolsevik, 36 dasnakos, 18 müsavatos és 13 mensevik volt a tagja. A Bakui Kommün Népi Biztosainak Tanácsának két elnöke volt, a bolsevista Styepan Saumján és a baloldali forradalmár Prokofij Dzsaparidze. A bakui szovjet az Oszmán Birodalommal kötendő békeszerződés kivételével mindenben támogatta a bolsevik kormányok célkitűzéseit. Egy nehezen elért tűzszünetet sikerült elérni, azonban mikor a breszt-litovszki békében kiderült a koalíció gyengesége, akkor vége is lett az együttműködésnek. Az Orosz Birodalom 1917. november 7-i bukását követően széthullóban volt már a Kaukázusi Orosz Hadsereg. Az Oszmán Birodalommal ekkor Erzincanben tűzszünetet is kellett kötnie. 1918. február 24-én a szejm kikiáltotta a Kaukázusontúl függetlenségét. Az Oroszország által aláírt breszt-litovszki békeszerződés azt is jelentette, hogy Oroszország kilépett az első világháborúból. Március 14-én béketárgyalások kezdődtek el Trabzonban az Oszmán Birodalom és Kaukázusontúl között.
Márciusban tovább feszültek az etnikai ellentétek, és Bakuban összecsapásokra került sor az örmények és az azerbajdzsániak között. A bolsevikok és a szövetségesek a Müsavatot és az Ittihadot hibáztatták a háború kirobbanásáért. Az örmény és muzulmán militáris csoportok a hivatalosan semleges, ám taktikailag az azerbajdzsániakat támogató bolsevikokkal. Az azerbajdzsáni csoportokon kívül az összes politikai párt a muzulmánok ellen kiálló bolsevikokhoz csatlakozott, hogy legyőzzék a muzulmánokat. Együtt harcoltak a bolsevikok, az Örmény Forradalmi Föderáció tagjai, a szocialista forradalmárok, a mensevikek és az antibolsevista Alkotmányos Demokrata Párt tagjai is. Közös céljuk az orosz ügy volt. Az azerbajdzsániakat egy kalap alá vették az oszmán törökökkel, és az örmények az örmény népirtást megbosszulva kivégezték a város azerbajdzsáni lakosságát. Az úgynevezett márciusi napok alatt 3000–12 000 muzulmánnal végeztek. Bakuból vagy kiűzték, vagy földalatti mozgalmakba kényszerítették az azerbajdzsániakat. Ugyanakkor az azerbajdzsániaknak Gana környékén az előretörő Iszlám Oszmán Kaukázusi Hadsereggel is meg kellett küzdeniük. Nagyobb összetűzésekre Yevlax és Ağdaş környékén került sor, ahol az oszmánok vereséget mértek az oroszokra. A Bakuban elért bolsevik eredményekről így számol be Victor Serge Az orosz forradalom első éve című könyvében: "A bakui szovjetek átvették a terület feletti irányítást. Március 18, a muzulmán felkelés után kénytelenek voltak diktatúrát bevezetni. Ez a Musavat irányította felkelés fellázította a tatár és török lakosságot, és a reakciós burzsoá vezetősége miatt az oroszokból és az őket támogató örményekből álló szovjetek ellen fordultak. A különféle nemzetiséghez tartozók egymást kezdték verni a nyílt utcán. Az összecsapás a szovjetek győzelmével zárult."
1918. május 26-án, a Kaukázusontúli Demokratikus Szövetségi Köztársaság vezető testületének a felbomlása után az azerbajdzsáni szervezetek létrehozták az Azerbajdzsáni Nemzeti Tanácsot. A Tanács azon nyomban át is vette a parlament feladatközeit, és kikiáltotta az Azerbajdzsáni Demokratikus Köztársaság megalapítását. Ugyanekkor kihirdették a következő Nemzeti Chartát.
1. Azerbajdzsán független állam. Területe a Transzkaukázus azerbajdzsániak által ellenőrzött déli és keleti területeire terjed ki.
2. A független Azerbajdzsán állam államformája demokratikus köztársaság.
3. Az Azerbajdzsáni Demokratikus Köztársaság elkötelezett az irányban, hogy baráti kapcsolatokat tartson fenn a vele szomszédos államokkal és nemzetekkel.
4. Az Azerbajdzsáni Demokratikus Köztársaság nemzetiségre, vallásra, társadalmi osztályra, képzettségre és nemre való tekintet nélkül az országhatárokon belül élő állampolgárai számára garantálja a polgári és demokratikus jogok teljes érvényesülését.
5. Az Azerbajdzsáni Demokratikus Köztársaság elő kívánja segíteni az ország határain belül élő összes nemzetiség fejlődését.
6. Az Azerbajdzsáni Alkotmányozó Nemzetgyűlés megalapításáig Azerbajdzsán felett a legfőbb hatalmat az általános választásokon megválasztott, a Tanácsnak felelősséggel tartozó átmeneti kormány gyakorolja.

A Tanácsot az ultra-nacionalisták, annak túlságosan jobboldali összetétele miatt ellenezték. A Tanácsot a parlament 1918. december 7-i megalakítása után megszüntették.

## Politika

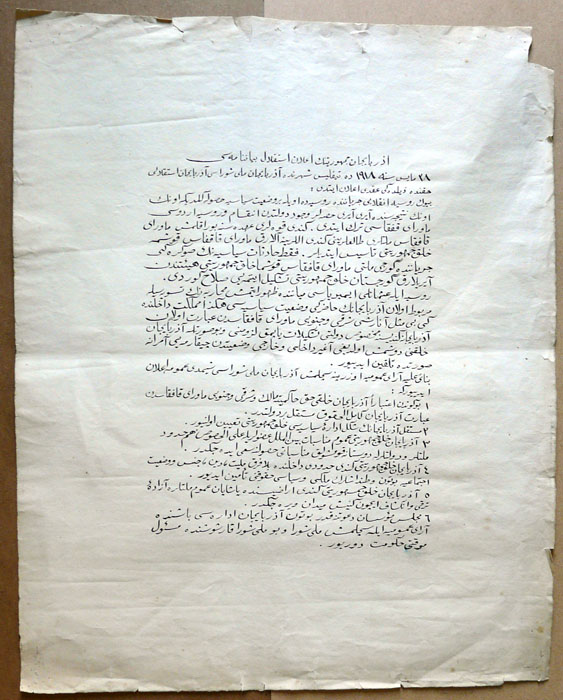
Függetlenség indítvány

Rövid, mindössze két évig tartó fennállása alatt az azerbajdzsáni parlamenti köztársaságban a koalíciós kormány több területen is megpróbált eredményeket elérni. Ilyen volt a nemzet és az állam megszilárdítása, a hadsereg felállítása, független gazdasági és pénzügyi rendszer felállítása, az oktatási rendszer megváltoztatása, a de facto államisággal bíró köztársaság de jure történő nemzetközi elfogadottságának elérése, több országgal a diplomáciai kapcsolatok felvétele, az alkotmány előkészítése és az egyenlő jogok biztosítása. Ez mind fontos alapkőnek számított az ország 1991-es újraalapításakor.

### Belpolitika
Az Azerbajdzsáni Demokratikus Köztársaság politikai életének legmeghatározóbb szereplője az alkotmányozó nemzetgyűlés felállítására kiírt választások helyi győztese, a Müsavat volt. Az első parlament alakuló ülését 1918. december 5-én tartották meg. A 125 fős gyűlésen a 38 fős Müsavat frakció a független támogatókkal kiegészítve a törvényhozás legnagyobb képviselőcsoportjának számított. Az országot egymás után öt kormány vezette.
| Kormány    | Miniszterelnök       | Hivatali idő                           |
| ---------- | -------------------- | -------------------------------------- |
| 1. kormány | Fətəli xan Xoyski    | 1918. május 28. – 1918. június 17.     |
| 2. kormány | Fətəli xan Xoyski    | 1918. június 17. – 1918. december 7.   |
| 3. kormány | Fətəli xan Xoyski    | 1918. december 26. – 1919. március 14  |
| 4. kormány | Nasib Yusifbeyli     | 1919. március 14. – 1919. december 22. |
| 5. kormány | Nasib Yusifbeyli     | 1919. december 24. – 1920. április 1.  |
| 6. kormány | Məmmədhəsən Hacınski | megalakulás alatt volt                 |

Az összes kormány a Musavat és egy másik párt koalíciójaként jött létre. Kormánypárt volt a Muzulmán Szocialista Blokk, a függetlenek, az Ahra és a Muzulmán Szociáldemokrata Párt. A legnagyobb ellenzéki párt mindvégig a konzervatívok voltak, akik soha egyetlen kormányba sem léptek be. Ennek ellenére az utolsó kormány főellenőre egy konzervatív képviselő lett. Az utolsó kormány miniszterelnökévé már megválasztották Məmmədhəsən Hacınskit, azonban nem volt meg a kellő támogatottsága, időhiányban is szenvedett, és ezalatt a bolsevikok lerohanták az országot. Az államfő a parlament elnöke, Əlimərdan bəy Topçubaşov lett. Ebben a minőségében ő képviselte Azerbajdzsánt a Párizs környéki béketárgyalásokon.

### Külkapcsolatok
1918 és 1920 között Azerbajdzsán több országgal is tartott fenn diplomáciai kapcsolatokat. A kapcsolatok alapvető tulajdonságairól többekkel szerződést is kötött. 16 ország létesített diplomáciai külképviseletet Bakuban. Azerbajdzsán soha nem avatkozott be az oroszországi polgárháborúba, sem a Vörös, sem a Fehér Hadsereget nem támogatta.

#### Szövetséges elismerés

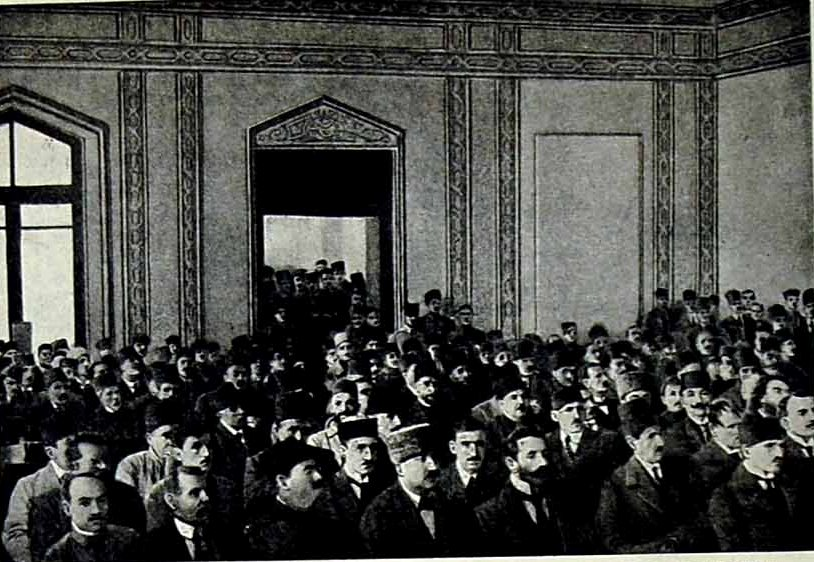
Az Azerbajdzsáni Demokratikus Köztársaság első parlamentjének ülésterme.

Azerbajdzsán küldöttsége részt vett az 1919-ben tartott Párizs környéki békekonferencián. Megérkezésük után rögtön átnyújtottak egy feljegyzést Woodrow Wilsonnak, melyben a következőket követelték:
1. Ismerjék el Azerbajdzsán függetlenségét.
2. A wilsoni alapelveket Azerbajdzsánra is alkalmazzák.
3. Az azerbajdzsáni delegációt hívják meg a Párizs környéki béketárgyalásokra.
4. Azerbajdzsánt vegyék fel a Népszövetségbe.
5. Az Amerikai Egyesült Államok Háborúügyi Minisztériuma nyújtson segítséget Azerbajdzsánnak.
6. Az Azerbajdzsáni Demokratikus Köztársaság és az Amerikai Egyesült Államok létesítsenek kölcsönös diplomáciai kapcsolatokat.
Wilson elnök egy meghallgatáson fogadta a küldöttséget, ahol inkább hűvösen és ellenszenvesen hallgatta a kéréseket. Az azerbajdzsáni küldöttségnek a kormánynak írt feljegyzései szerint Wilson állítása szerint a konferencia nem akarja apró darabokra szaggatni a világot. Wilson ehelyett azt tanácsolta, hogy a Transzkaukázus országai alakítsanak ki egy nagyobb területet lefedő egységet, és akkor valamelyik nagyhatalom egy népszövetségi mandátum keretei között a segítségükre lehet. Wilson hozzátette, hogy ezelőtt azonban az orosz kérdést kell elrendezni.

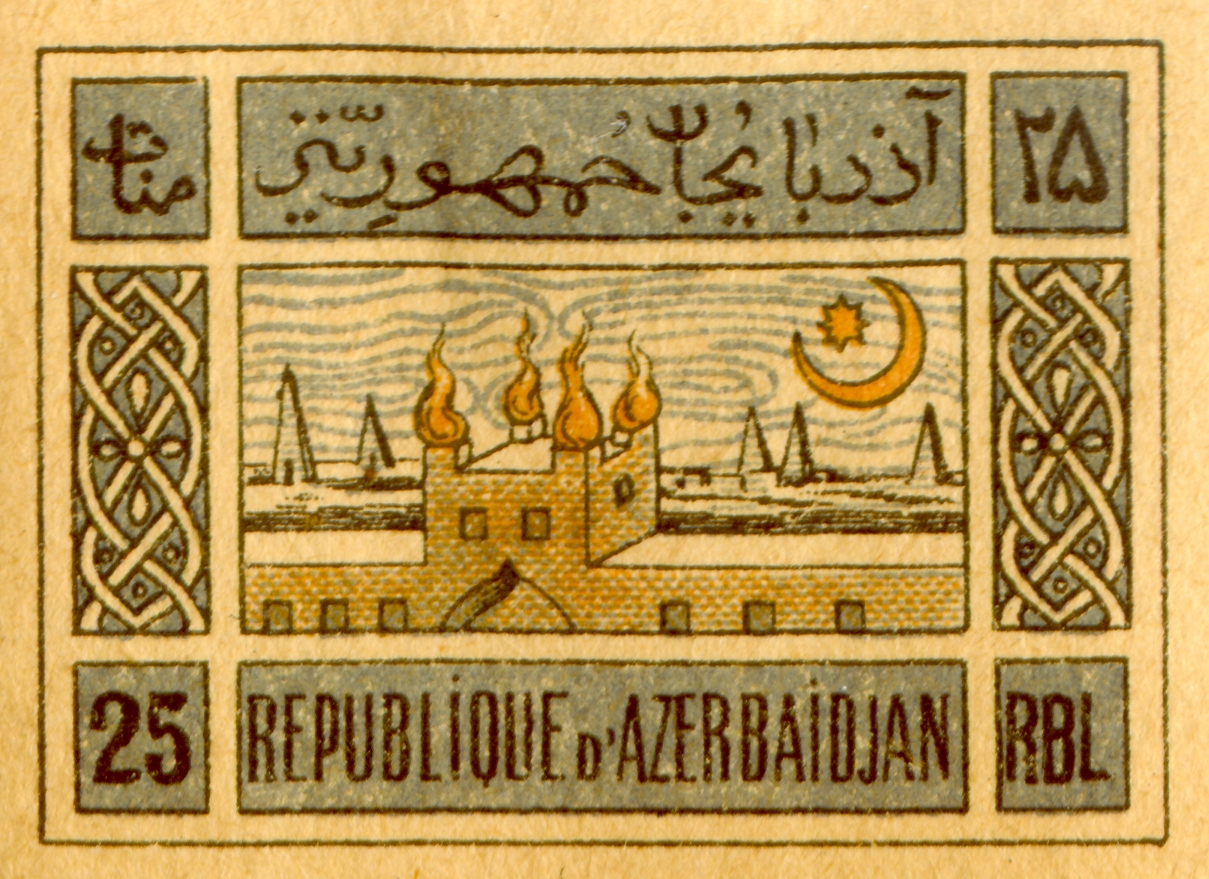
Az Azerbajdzsáni Demokratikus Köztársaság egyik 1919-es postai bélyege.

Wilson alapvetően ellenséges hozzáállása ellenére a Szövetségesek Legfelsőbb Bizottsága 1920. január 12-én de facto elismerte Azerbajdzsán, Grúzia és Örményország függetlenségét. A Bulletin d'information de l'Azerbaidjan ezt írta: "A Legfelsőbb Bizottság egyik utolsó ülésén de facto elismerte a Kaukázusi Köztársaságok, Azerbajdzsán, Grúzia és Örményország függetlenségét. Erről M. Jules Cambon a Külügyminisztériumban tájékoztatta Azerbajdzsán és Grúzia küldöttségét is."

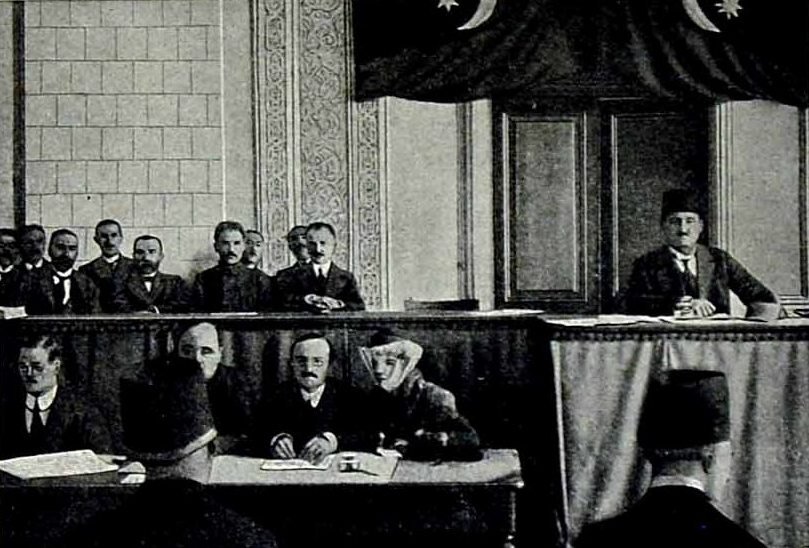
Az Azerbajdzsáni Demokratikus Köztársaság parlamentjének első ülése

Ezen felül a brit Alsóházban Hamar Greenwood külügyminiszter-helyettest arról kérdezték, mikor fogják elismerni Azerbajdzsán, Grúzia és Örményország függetlenségét, mikor alakítanak ki ezekkel az államokkal diplomáciai kapcsolatokat, és hogyan fogják kijelölni a Transzkaukázusi Köztársaságok határait. Greenwood így válaszolt a feltett kérdésekre:
|  | „Megküldtük a grúz és az azerbajdzsáni kormányok mellett működő brit biztosoknak azokat az észrevételeket, hogy a Legfelsőbb Tanácsban képviselettel rendelkező szövetséges hatalmak de facto elismerték Azerbajdzsán és Grúzia függetlenségét, ennek azonban semmilyen kihatása nincs az országok határait tekintve. Ez az elismerés semmilyen változással nem jár a képviseletet illetően. Őfelsége kormánya kaukázusi főmegbízottat küldött Tifliszbe, a három köztársaság pedig állandó képviseletet tart fenn Londonban.” |
|  | |

A szövetségesek részben a bolsevikoktól való félelmükben ismerték el a transzkuakázusi köztársaságok függetlenségét. A bolsevizmus elleni érzelmeik azonban ezek csak szavakban valósultak meg, a valóságban ezt sehogy sem érzékeltették.

#### Perzsia
Az ország nevének megválasztása ellenséges indulatokat ébresztett a mai Irán területén. Tadeusz Swietochowski szerint:
|  | „Bár a kiáltvány csak az Araksztól északra lévő területek igénylésére terjed ki, az Azerbajdzsán név használata hamarosan Irán ellenszenvét váltotta ki. Teheránban attól tartottak, hogy az Azerbajdzsáni Köztársaság az Oszmán Birodalom próbálkozása Tabriz megszerzésére. Bár minden muzulmán állam függetlenedése örömforrás, Irán azt kérdezte az újságján keresztül, hogy a névválasztás annak a jele-e, hogy Azerbajdzsán Iránhoz szeretne csatlakozni. Ha ez így van, akkor ezt nyíltan ki kellene mondani, különben az irániak rosszallóan tekintenek az országra. Ezt csak úgy lehetne elkerülni, hogy a nemzetközi dokumentumokban az ország Kaukázusi Azerbajdzsánnak nevezné magát.” |
|  | |

1919. július 16-án Azerbajdzsánban a Minisztertanács Adil Khan Ziatkhant, Azerbajdzsán Perzsiába akkreditált nagykövetét nevezte ki az ország külügyminiszterévé. Szaid Zia'eddin Tabatabaee vezetésével egy perzsa delegáció érkezett Bakuba, hogy megbeszéljék a tranzitszállítások, a tarifák, a levéltovábbítás, a vámok és más hasonló ügyek kérdését. Olyan beszédek hangzottak el, melyekben megerősítették az Iránt és a Kaukázusi Azerbajdzsánt összefűző kötelékeket.

## Területi viták

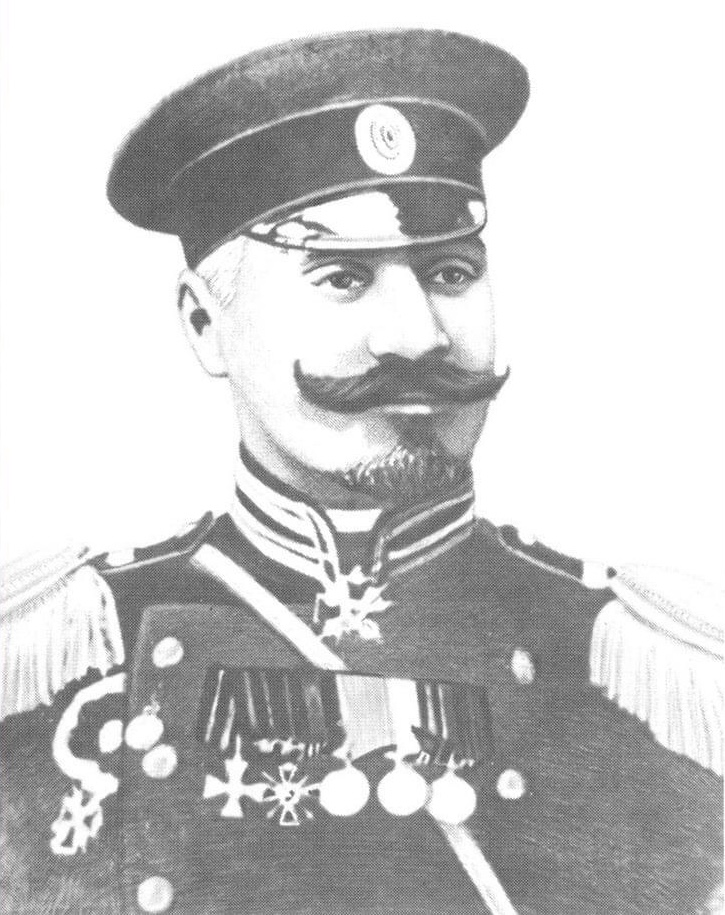
Əliağa Şıxlinski, az orosz cári hadsereg vezérezredese, a hadügyminisztérium miniszterhelyettese, az Azerbajdzsáni Demokratikus Köztársaság tüzérségének a vezetője.

A Kaukázus többi államához hasonlóan Azerbajdzsán történetének első néhány évét is a területi viták töltötték ki. Örményországgal (Nahicseván, Hegyi-Karabah, Zangezur (ma az örmény Szjunik tartomány), Qazax, Grúziával Balakən, Zakatalanb és Qax hovatartozása miatt alakultak ki összetűzések. Ezen kívül az Észak-Kaukázusi Hegyi Köztársasággal szemben is voltak követelései, de ezek közel sem voltak olyan hevesek, mint az előbb említettek.

### Azerbajdzsáni–örmény háború

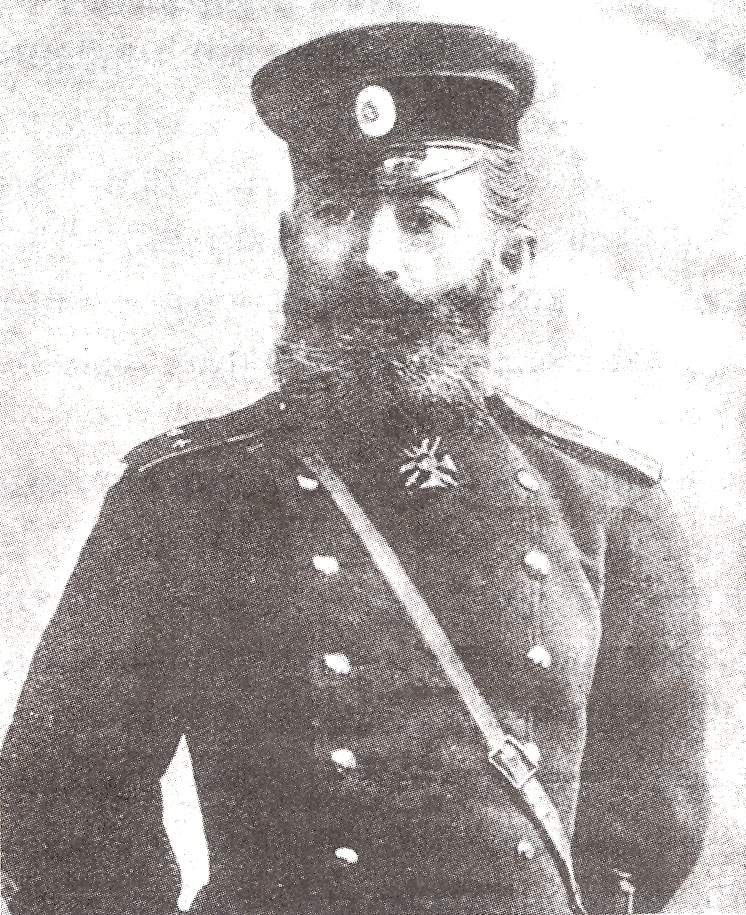
Səməd bəy Mehmandarov kezdetben az orosz cári hadsereg tüzérségi ezredese, majd az Azerbajdzsáni Demokratikus Köztársaság hadügyminisztere lett.

1918 nyarán a dasnakok a mensevikekkel együtt kiűzték a bolsevikokat. Ők ugyanis nem kértek a brit támogatásból, és megalapították az 1918. augusztus 1. – szeptember 15. között létező Középkaszpi Diktatúrát. Az országot az Egyesült Királyság kívülről is támogatta. Felderítő csapatokat küldtek Bakuba, hogy segítsék az örmények és a mensevikek erőfeszítéseit. A 10 000 fős elitalakulat élén Perzsiából, Enzeliből érkező Lionel Dunsterville irányítása alatt álló brit seregek legfőbb célja az volt, hogy elfoglalják a bakui olajfinomítókat, még mielőtt az Enver pasa vezette Iszlám Hadsereg vagy a II. Vilmos irányítása alatt álló német csapatok el nem foglalják a területet. (Ezek voltak Grúzia akkori szomszédságában.) Ezen kívül a bolsevik hatalom konszolidálódását akarták elkerülni a Kaukázusban és Közép-Ázsiában.

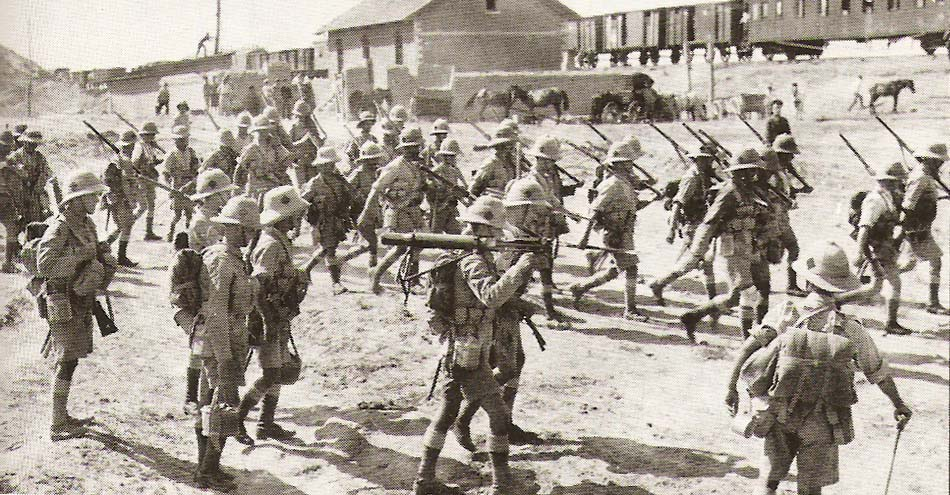
A Dunsterforce egyik egysége, a North Staffordshire ezred a bakui csata idején.

Baku csak 1918 szeptemberében lett az ország fővárosa.
Mivel a bakui csatában nem tudták megállítani a török előrenyomulást, szeptember 14-én, hat hétnyi harc után elrendelték Baku evakuálását. Azt tanácsolták, aki csak tud, távozzon Iránba. Az örmények nagy többsége a brit seregek segítségével tudott kimenekülni. Az oszmán Iszlám Hadsereg és a Nuri pasa vezetése alatt harcoló szövetséges azerbajdzsáni csapatok behatoltak Bakuba, és a márciusi napokra válaszul 10–20 000 embert mészároltak le. Az Azerbajdzsáni Demokratikus Köztársaság fővárosát végül Ganjából átköltöztették Bakuba. A mudroszi fegyverletétel után azonban a török seregek helyét a szövetségesek vették át. Vezetőjük, a brit William Thomson tábornok 1918. november 17-én Baku kormányzójává nevezte ki saját magát. Parancsára a városban statáriumot hirdettek.

### Harc a túlélésért

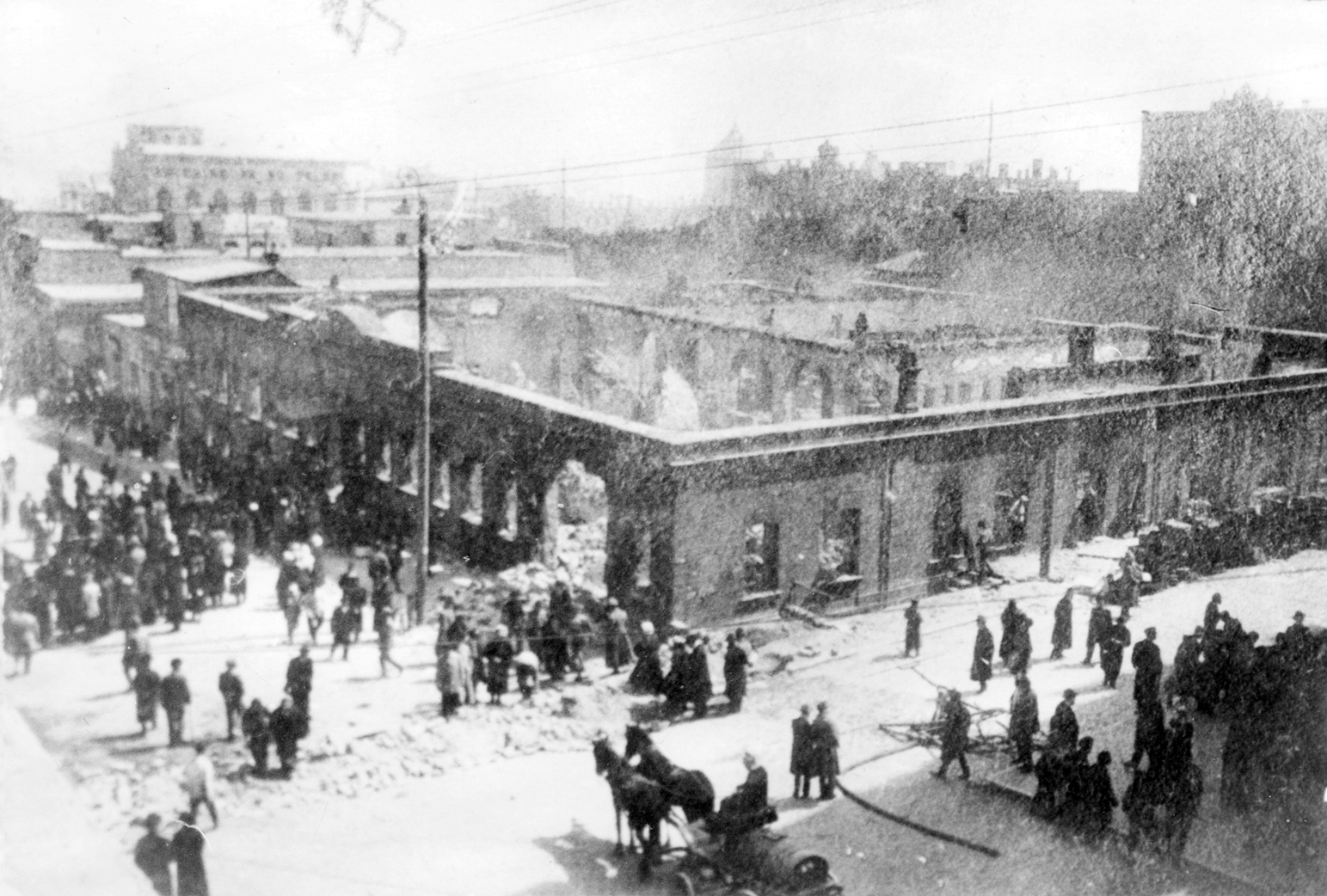
A Kaszpij újság szerkesztőségi épületének az 1918-as márciusi napok után megmaradt romjai az akkori Nyikolajevszkaja, mai İstiqlaliyyət úton.

Azerbajdzsán nehéz helyzetben találta magát, mikor északról az előrenyomuló Gyenyikin seregek, délről pedig a barátságtalanul közeledő Irán fogta közre. Bár a britek nem voltak különösebben barátságosak, mégis inkább közömbösen fogadták a muzulmánok kérdését. Thomas ezredes nem ismerte el rögtön a köztársaságot, de taktikai okokból együttműködött vele. 1919. április 25-én egy bolsevista gyár talis dolgozói véres tüntetést szerveztek, melynek során Lənkəranban robbantások voltak, és megalapították a Mugani Területi Közigazgatás egységeit. Az élén V. T. Szuhorukov ezredes állt. Május 15-én a Lənkəran körzeti Munkás- és Parasztküldöttek Tanácsainak Rendkívüli Kongresszusa kikiáltotta a Mugani Tanácsköztársaságot. 1919. közepére a helyzet többé kevésbé rendeződött Azerbajdzsánban, így a brit csapatok elhagyhatták a területet.
Innentől kezdve az Azerbajdzsáni Demokratikus Köztársaság végig semleges próbált maradni az orosz polgárháborúval kapcsolatban. 1919. június 16-án Azerbajdzsán és Grúzia megállapodást kötött, mely szerint közös erővel verik vissza a határaikat fenyegető Anton Gyenyikin ezredes vezette Önkéntes Hadsereg támadásait. Gyenyikin végül Örményországgal titkos megállapodást kötött. Örményország adta végül Gyenyikin seregének a 7. ezredét, ezért cserébe a Fehér Mozgalom katonai támogatásáról biztosította a kis országot. Ez tovább élezte az Örményország és Azerbajdzsán között amúgy is meglévő ellenségeskedést. A háborúra azonban soha nem került sor, mert a szovjet 11. hadsereg szétverte Gyenyikin seregét. Később ez az osztag ellenőrizte az azerbajdzsáni állapotokat.
Örményország és Azerbajdzsán végül Karabah birtoklásáért hadat üzentek egymásnak, és 1919. egy része hadakozással telt el. A harcok később tovább súlyosbodtak, és 1920. februárban statáriumot kellett elrendelni. Az itteni előírások betartását a Səməd bəy Mehmandarov vezetésével létrehozott Nemzeti Hadsereg felügyelte.

## Azerbajdzsán szovjet kézen, 1920. április
1920. márciusra világossá vált, hogy Szovjet-Oroszország meg fogja támadni a stratégiai fontosságú Bakut. Lenin szerint az invázió jogosságát igazolja, hogy Szovjet-Oroszország képtelen fennmaradni a bakui olaj nélkül. Moszkva álláspontja szerint az orosz bolsevikok a bakui proletároknak segítenek elüldözni az ellenforradalmi nacionalistákat.
Egy nagy politikai válságot követően az Azerbajdzsáni Demokratikus Köztársaság ötödik kormánya 1920. április 1-jén lemondott. 1920. április 25-én a szovjet 11. hadsereg átlépte Azerbajdzsán határát, és április 27-én már Bakut is elérték. Felszólították a kormányt, hogy oszlassa fel az azerbajdzsáni parlamentet, és Nəriman Nərimanov vezetésével megalakították a saját bolsevista kormányukat. A vérontások elkerülése végett a hivatalnokok nem ellenkeztek, és 1920. április 28-án az Azerbajdzsáni Demokratikus Köztársaság megszűnt létezni, egyszersmind megalakult az Azerbajdzsáni Szovjet Szocialista Köztársaság. A Vörös Hadsereg nem találkozott Bakuban lényegi azerbajdzsáni ellenállással. Ezek az egységek a karabahi fronton voltak lekötve. Azerbajdzsán első kommunista kormánya majdnem kizárólag csak baloldali azerbajdzsániakból állt.
1920 májusában hatalmas felkelés robbant ki az országot megszálló 11. hadsereg ellen és az országot addig kormányzó Müsavat mellett. A felkelést a kormány katonái május 31-én érték el. Az ország vezetői Grúziába, Törökországba, Iránba, menekültek, vagy a bolsevikok kezére jutottak, mint Məmməd Əmin Rəsulzadə (aki később sikeresen emigrált) és kivégezték. Lehet, hogy bolsevikok végeztek velük – mint Szelimov, Szulkevics vagy Agalarov tábornokokkal –, vagy Fətəli xan Xoyskihoz és Behbud xan Cavanşirhoz hasonlóan örmény katonák oltották ki az életüket. A legtöbb külföldön lévő hallgató vagy civil az adott országokban maradt, és soha nem tért vissza a szülőföldjére. Səməd bəy Mehmandarov hadügyminiszter tábornokhoz és Əliağa Şıxlinski hadügyminiszter tábornokhoz hasonlóan többeket letartóztattak, akiket két hónappal később Nəriman Nərimanov közbenjárására kiszabadultak. Mehmandarov és Şıxlinski utolsó éveikben az ottani katonai iskolában tanítottak.
Az azerbajdzsániak azonban nehezen és lassan adták fel 1919–1920 között fennállt rövid ideig tartó függetlenségüket. Összesen 20 000 ember halt meg egy olyan hadműveletben, mely tulajdonképpen nem más, mint az oroszok gyarmatosítása. Azt azonban meg kell jegyezni, hogy ennél könnyebben ment az Azerbajdzsáni Szovjet Szocialista Köztársaság létrehozása. Az elsősorban a bolsevizmus azerbajdzsáni térhódításának és a bakui munkásosztály köreiben szerzett támogatottságának az eredménye.

## Fordítás
Ez a szócikk részben vagy egészben  az   Azerbaijan Democratic Republic című angol Wikipédia-szócikk ezen változatának fordításán alapul.  Az eredeti cikk szerkesztőit annak laptörténete sorolja fel. Ez a jelzés csupán a megfogalmazás eredetét és a szerzői jogokat jelzi, nem szolgál a cikkben szereplő információk forrásmegjelöléseként.